# Paolo Salviati
Paolo Salviati (Venezia, 23 maggio 1818 – Venezia, 20 gennaio 1894) è stato un fotografo italiano.

## Biografia
Le notizie sulla sua vita sono molto scarse, salvo ciò che si apprende dai registri conservati a Venezia e dal numero di fotografie sparse in vari musei del mondo e in collezioni private. Figlio di Giuseppe e di Angela Ambrosio, dal registro anagrafico non è noto quali siano stati i motivi che abbiano spinto lui e la famiglia ad andarsene da Venezia fino al 1854 quando venne nuovamente registrato tra la popolazione residente. In quell'anno era sposato ed aveva cinque figli di cui quattro maschi ed una femmina, deceduta anora in fasce. Verso la metà degli anni Cinquanta, una informazione controversa è quella inerente la sua professione in quanto sarebbe stato registrato sia come "falegname" che come "fotografo", ma sembrerebbe che la prima dicitura fosse barrata come se si trattasse di un errore da parte dell'impiegato oppure di una successiva correzione dovuta al cambiamento della professione stessa.
In ogni caso, proprio verso la metà degli anni Cinquanta, Salviati aprì il proprio atelier fotografico in Piazza San Marco e fu un fotografo apprezzato per la fotografia di architettura e per i paesaggi della laguna di Venezia. Inoltre, egli era particolarmente stimato per le sue carte de visite, un genere diffusissimo e praticato da tutti i fotografi, nonché per la tecnica del ritocco cromatico, cioè nel colorare a mano i negativi anche per coprirne i difetti e rendere più godibili le immagini finali, restituendone una migliore vivacità. Si trattava del procedimento all'albumina, all'epoca molto comune, nelle cui fotografie, Salviati non riprese solo i monumenti o le "calli", ma anche la gente che passeggiava, i popolani, la vendita di merci, il trasporto di materiali su pesanti cesti di vimini, uomini e donne impegnati in varie attività quotidiane che costituiscono una preziosa testimonianza.
Nel 1880 risultò coinvolto in un procedimento penale assieme ad altri fotografi abbastanza noti in città, Carlo Ponti, Beniamino Giuseppe Coen (1811-1856) (con tutta probabilità si trattava del suo erede Giuseppe Graziano Coen) e Fortunato Antonio Perini (1830-1879) (anche in questo caso è assai probabile che fossero gli eredi del negozio), per contraffazione delle foto di Carlo Naya. In pratica, alcuni clienti complici compravano delle immagini nel vasto negozio di Naya, venivano poi riprodotte nello studio di un altro importante fotografo, Tommaso Sargenti (1822-1880), per opera della vedova, quale "regista" dell'intera operazione, e successivamente rivendute e timbrate dai rispettivi fotografi coinvolti. Naya, resosi conto dell'imbroglio, ricorse ad un ingegnoso stratagemma: cancellò dai negativi originali alcuni piccoli dettagli cosicché, se le fotografie vendute dai colleghi avessero gli stessi dettagli cancellati, il furto non avrebbe potuto essere nascosto. Infatti il processo si concluse con la condanna di tutti gli imputati e a favore di Naya, che morì lo stesso anno. Con questo processo l’avvocato Leopoldo Bizio, ope legis, introdusse il diritto d’autore anche per le immagini. Questo evento mette in luce quanto ampia fosse la richiesta di immagini da parte, non solo della stessa cittadinanza, ma anche di turisti, nobili e borghesi verso la fine del XIX secolo.
Non vi è certezza assoluta che la data della morte di Salviati sia avvenuta il 20 gennaio 1894.

## Galleria d'immagini

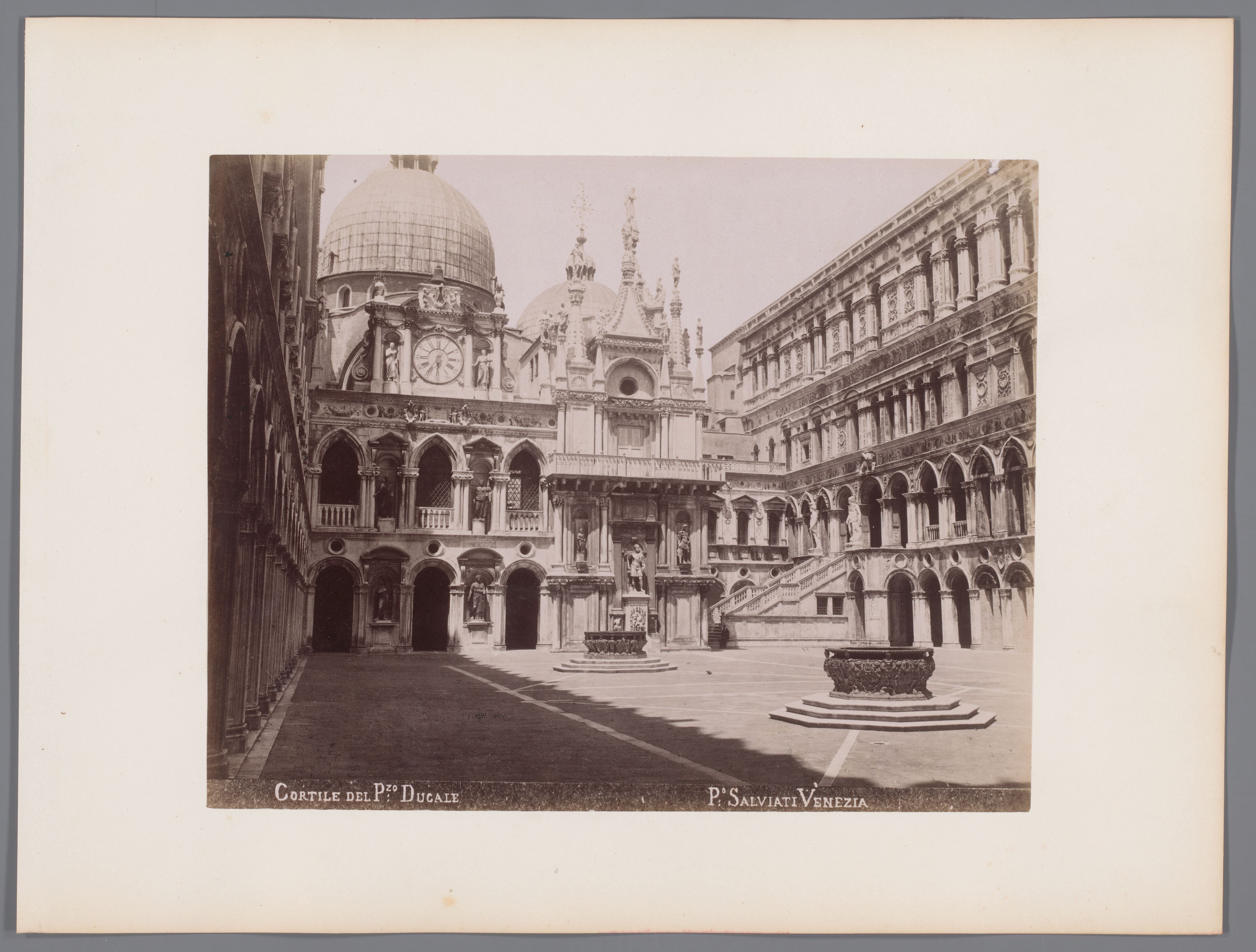
Cortile del Palazzo Ducale, 1860-1870
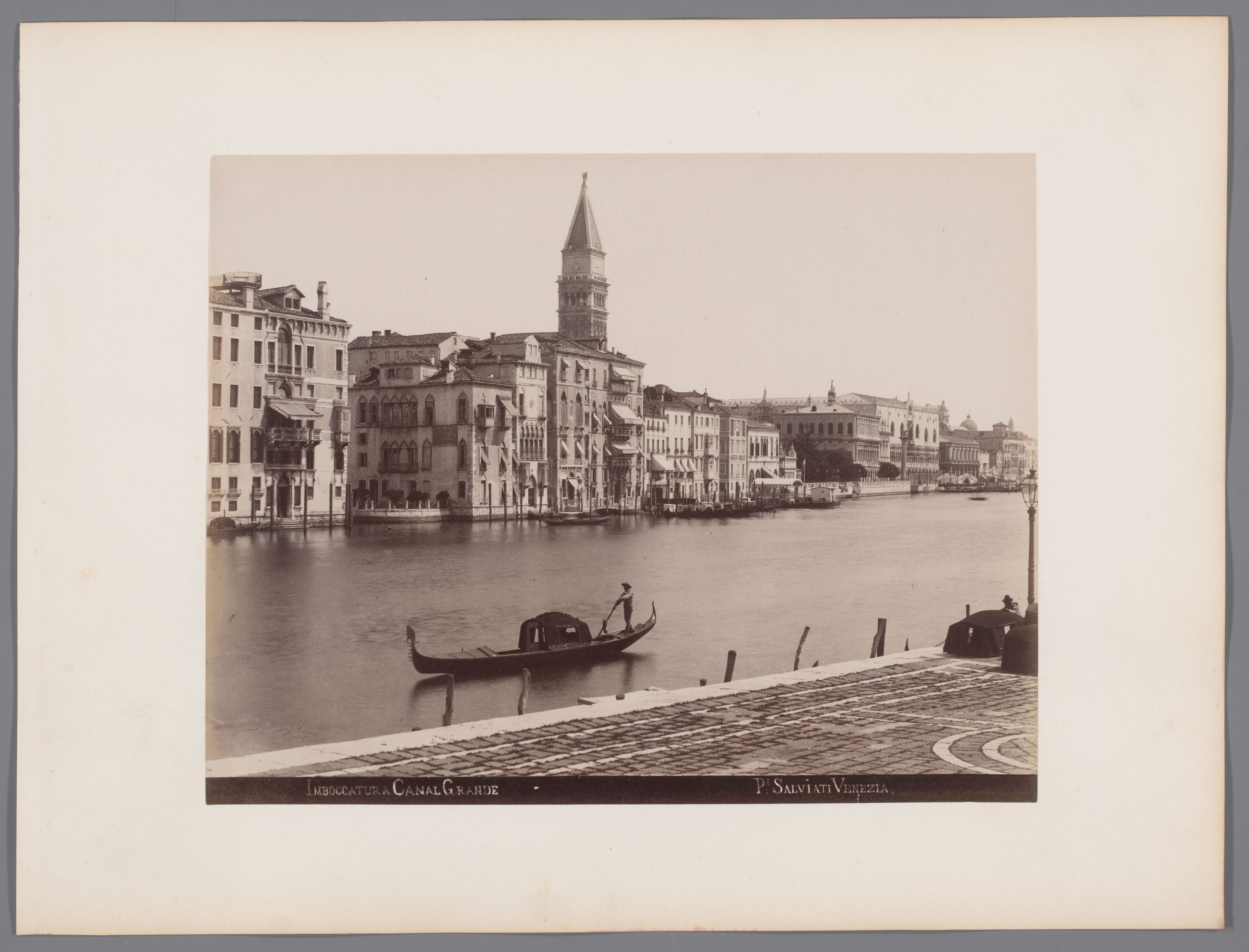
Ingressp del Canal Grande, 1860-1870
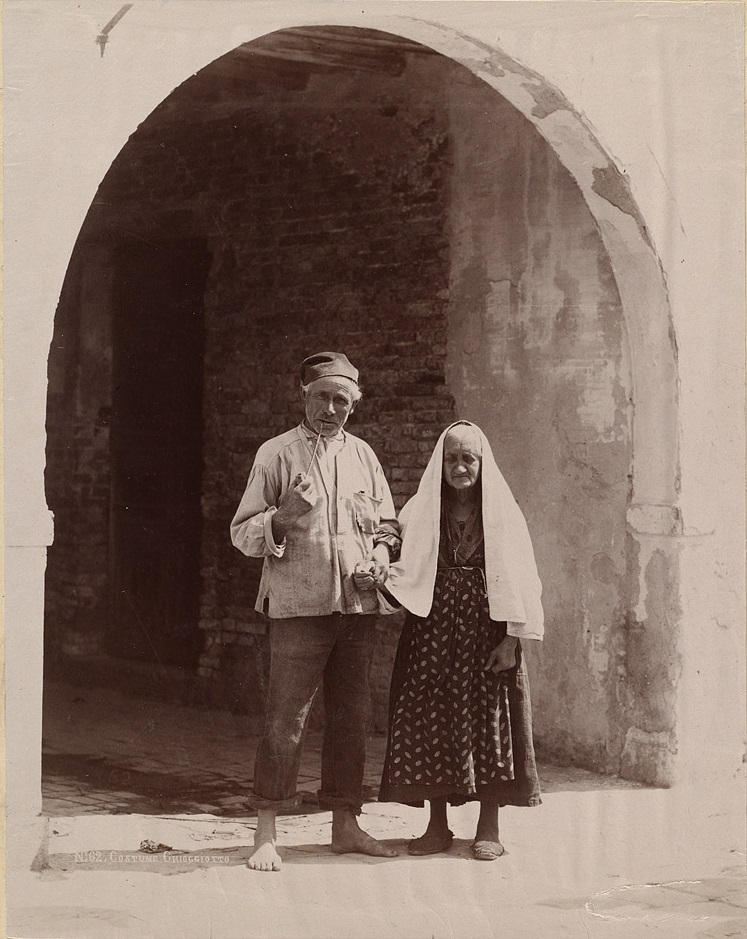
Persone vestite in abiti di Chioggia, 1891-1894
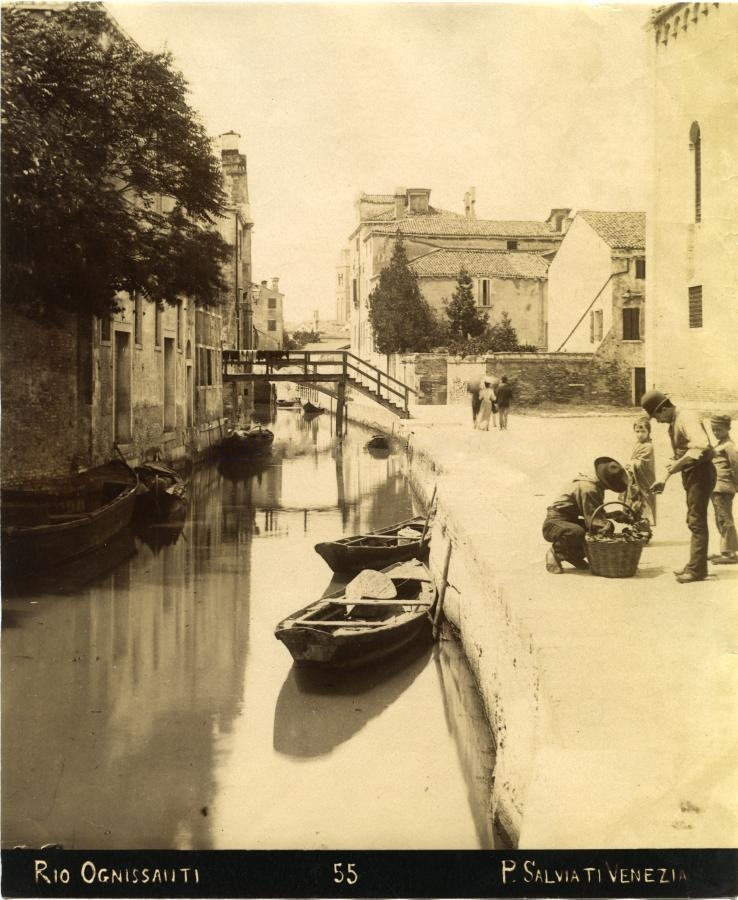
Rio di Ognissanti, Venezia, senza data
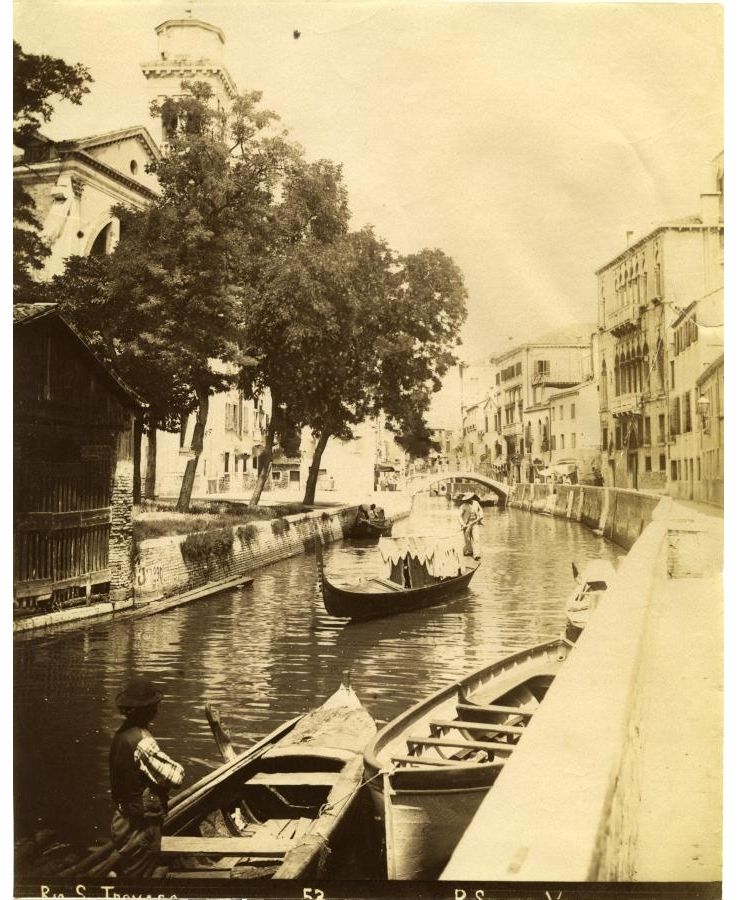
Rio de San Trovaso, senza data